# Indianapolis 500 in 1961
De 45e Indianapolis 500 werd gereden op dinsdag 30 mei 1961 op de Indianapolis Motor Speedway.  Amerikaans coureur A.J. Foyt won de race. Het was zijn eerste Indy 500 overwinning.

## Startgrid
| Rij | Binnen          | Midden          | Buiten           |
| --- | --------------- | --------------- | ---------------- |
| 1   | Eddie Sachs     | Don Branson     | Jim Hurtubise    |
| 2   | Rodger Ward     | Parnelli Jones  | Dick Rathmann    |
| 3   | A.J. Foyt       | Len Sutton      | Bill Cheesbourg  |
| 4   | Eddie Johnson   | Jim Rathmann    | Wayne Weiler     |
| 5   | Jack Brabham    | A.J. Shepherd   | Gene Hartley     |
| 6   | Bob Christie    | Paul Goldsmith  | Shorty Templeman |
| 7   | Ebb Rose        | Johnny Boyd     | Jack Turner      |
| 8   | Troy Ruttman    | Jimmy Daywalt   | Bobby Grim       |
| 9   | Lloyd Ruby      | Al Keller       | Don Davis        |
| 10  | Chuck Stevenson | Roger McCluskey | Cliff Griffith   |
| 11  | Dempsey Wilson  | Norm Hall       | Bobby Marshman   |

## Race
| #                                                                              | Coureur             | Auto                     | Ronden | Opgave     |
| ------------------------------------------------------------------------------ | ------------------- | ------------------------ | ------ | ---------- |
| 1                                                                              | A.J. Foyt           | Trevis-Offenhauser       | 200    |            |
| 2                                                                              | Eddie Sachs         | Ewing-Offenhauser        | 200    |            |
| 3                                                                              | Rodger Ward         | Watson-Offenhauser       | 200    |            |
| 4                                                                              | Shorty Templeman    | Meskowski-Offenhauser    | 200    |            |
| 5                                                                              | Al Keller           | Phillips-Offenhauser     | 200    |            |
| 6                                                                              | Chuck Stevenson     | Epperly-Offenhauser      | 200    |            |
| 7                                                                              | Bobby Marshman (R)  | Epperly-Offenhauser      | 200    |            |
| 8                                                                              | Lloyd Ruby          | Epperly-Offenhauser      | 200    |            |
| 9                                                                              | Jack Brabham (R)    | Cooper-Climax            | 200    |            |
| 10                                                                             | Norm Hall (R)       | Kurtis Kraft-Offenhauser | 200    |            |
| 11                                                                             | Gene Hartley        | Trevis-Offenhauser       | 198    |            |
| 12                                                                             | Parnelli Jones (R)  | Watson-Offenhauser       | 192    |            |
| 13                                                                             | Dick Rathmann       | Watson-Offenhauser       | 164    | Mechanisch |
| 14                                                                             | Paul Goldsmith      | Lesovsky-Offenhauser     | 160    | Mechanisch |
| 15                                                                             | Wayne Weiler        | Watson-Offenhauser       | 147    | Mechanisch |
| 16                                                                             | Dempsey Wilson      | Kuzma-Offenhauser        | 145    | Mechanisch |
| 17                                                                             | Bob Christie        | Kurtis-Offenhauser       | 132    | Mechanisch |
| 18                                                                             | Eddie Johnson       | Kuzma-Offenhauser        | 127    | Ongeval    |
| 19                                                                             | Len Sutton          | Watson-Offenhauser       | 110    | Mechanisch |
| 20                                                                             | Troy Ruttman        | Watson-Sparks            | 105    | Mechanisch |
| 21                                                                             | Johnny Boyd         | Watson-Offenhauser       | 105    | Mechanisch |
| 22                                                                             | Jim Hurtubise       | Epperly-Offenhauser      | 102    | Mechanisch |
| 23                                                                             | Ebb Rose (R)        | Porter-Offenhauser       | 93     | Mechanisch |
| 24                                                                             | Cliff Griffith      | Elder-Offenhauser        | 55     | Mechanisch |
| 25                                                                             | Jack Turner         | Kurtis-Offenhauser       | 52     | Ongeval    |
| 26                                                                             | A. J. Shepherd (R)  | Christensen-Offenhauser  | 51     | Ongeval    |
| 27                                                                             | Roger McCluskey (R) | Moore-Offenhauser        | 51     | Ongeval    |
| 28                                                                             | Bill Cheesbourg     | Kuzma-Offenhauser        | 50     | Ongeval    |
| 29                                                                             | Don Davis (R)       | Trevis-Offenhauser       | 49     | Ongeval    |
| 30                                                                             | Jim Rathmann        | Watson-Offenhauser       | 48     | Mechanisch |
| 31                                                                             | Jimmy Daywalt       | Kurtis Kraft-Offenhauser | 27     | Mechanisch |
| 32                                                                             | Bobby Grim          | Watson-Offenhauser       | 26     | Mechanisch |
| 33                                                                             | Don Branson         | Epperly-Offenhauser      | 2      | Mechanisch |
| Gemiddelde snelheid : 223,908 km/h - Snelste Ronde : Troy Ruttman, 237,52 km/h |                     |                          |        |            |